# Маніаккіде Тенав
Маніаккіде Тенав (псевдонім, насправді Агур Карукапп; нар. 30 грудня 1975 р., Йигева) — естонський прозаїк, поет і музикант.
Агур Карукапп у 2003 році закінчив Тартуський університет за спеціальністю «соціальна робота». Він також навчався у школі порятунку Вяйке-Маар'я та працював пожежним-рятувальником і консультантом для жертв насильства.
Він грав у панк-ансамблі Йигеви Saas і в сімейному ансамблі Vist vulnukad. Він також був керівником і викладачем Тартуського гуртка письменників-фантастів, і з його ініціативи створено науково-фантастичний інтернет-журнал Reaktor.
Пише у стилі жанрової фантастики. Вийшли друком романи, повісті та оповідання. Перша робота була опублікована в друкованих ЗМІ в 1996 році (в газеті Vooremaa). У перші роки Маніаккіде Тенав характеризувався пишним, візуальним і фізіологічним стилем, у стиліТарантіно. Цей тип письма можна було б назвати сплаттерпанком за прикладом англійської наукової фантастики. Наразі Тенав опублікував оповідання майже в усіх основних піджанрах наукової фантастики, від наукової фантастики до історій «меча та магії».

## Праці

### Оповідання
1. «Смерть на волі» (1996) — добірка «Страшна Естонія»: Добірка естонських страшилок" у газеті Vooremaa
2. «Криваве весілля в будинку бризок» (1996) — нічний журнал Mardus
3. «Камбаваїм, або Людина з країни за дзеркалом» (1997) — опубліковано в журналі Mardus, 1997; № 2
4. «Донорські органи» (1998) — в онлайн-журналі Algernon 1998; листопад і в журналі Мардус, 1998; № 5
5. «Рекорд» (1998) — в інтернет-журналі Algernon 1998; листопад
6. «Теологічний студентський експеримент» (1998) — в онлайн-журналі Algernon 1998; грудня і в зразку Mardus 1/99
7. «Хоронзон» (1999) — в інтернет-журналі Algernon 1999; березень
8. «Урок мертвих» (2000) — з'явилася в інтернет-журналі Algernon 2000; червень
9. «Як некромант» (2002) — в інтернет-журналі Algernon 2002; червень
10. «Людина в чорному сюртуку» (2008) — як продовження в газеті Oma Saar у 2008 році; № 35 (16 лютого) — № 44 (27 лютого)
11. «Любий, ти жалюгідний, то чому я не можу припинити твої муки?» (2008) — добірка «Зоряна ера 4: Дівчина-флейта»
12. «Сухий своїм» (2008) — збірка оповідань «Євромант», Фентезі
13. «Мрія» (2008) — збірка оповідань «Євромант», Фентезі
14. «Відлуння життя» (2009) — в добірці «Зоряний вік 5: Сююталастепеев» (належить до авторської серії Iidmaa)
15. «Аптекар Мельхіор і машина Хром» (2011) — науково-фантастичний журнал Reaktor
16. «Пилові солдати» (2011) — в добірці «Зоряний вік 8: Війна в прибережних водах космосу»
17. «Співробітники з розумом» (2011) — «Зоряний вік 9: Тікай від своєї тіні»
18. «Євромант» (2011) — збірка оповідань «Євромант»
19. «Чужий труп» (2011) — збірка оповідань «Євромант»
20. «Туди і назад: час» (2011) — збірка оповідань «Євромант»
21. «Туди і назад: космос» (2011) — збірка оповідань «Євромант»
22. «Чорне яйце» (2012) — у добірці «Зоряний вік 10: Ювілейне видання»
23. «Порядок і розрахунок» (2012) — в інтернет-журналі Reaktor 2012; січня
24. «Тримачі болю» (2012) — в інтернет-журналі Reaktor 2012; жовтень
25. «Іменем батьків» (2012) — в інтернет-журналі Reaktor у лютому 2012 року.
26. «Kaelani väakumis» (2012) — в збірці «Зоряний вік 11: Віртуальний режим», написаній у співпраці з Й. Й. Метсаваною
27. «Прощальний подарунок» (2012) — Збірка «Таємничий цар»
28. «І потяги зупинилися» (2012) — Збірка «Таємний цар»
29. «Врата пекла» (2012) — Збірка «Таємний цар»
30. «Робонаут» (2012) — Збірка «Таємничий цар».
31. «Почати зворотній відлік» (2012) — Збірка «Таємничий цар»
32. «Похоронна процесія» (2013) — науково-фантастичний журнал Reaktor
33. «До побачення, сталь» (2013) — науково-фантастичний журнал Reaktor
34. «Вам не потрібна честь» (2013) — вийшов у добірці «Зоряний вік 12: Братство Чорної Троянди» (належить до авторської серії «Іполит»).
35. «Скала вільної смерті» (2014) — науково-фантастичний журнал Reaktor
36. «Цей світ мій» (2014) — з'являвся у «Зоряний вік 13: Майстер і учень»
37. «Моряки на кришці труни» (2014) — науково-фантастичний журнал Reaktor, повість належить до авторської серії «Прадавня земля».
38. «Життя не кличе, коли приходить» (2015) — збірка «Таємничий цар 2: Розповіді Дууміору», спільно з Й. Й. Метсаваною
39. «Війна нейронів і бітів» (2015) — з'явився в збірці «Таємничий цар 2: Розповіді Долини Дум»
40. «Кімната втікачів» (2015) — Збірка «Таємничий цар 2: Розповіді Думіору»
41. «Запрограмований на смерть» (2015) — збірка «Таємничий цар 2: Розповіді Долини Дум»
42. «Таргани залишаються» (2015) — збірка «Таємничий цар 2: Історії долини Дууміору», з Майрі Лаурік
43. «Дитина нічної відьми» (2015) — збірка «Таємничий цар 2: Розповіді Долини Дум», з Лейлою Таеьл-Мікешин
44. «Манаджад» (2015) — збірка «Довгі тіні», з Лейлою Таеьл-Мікешин
45. «Ціна милосердя» (2016) — опубліковано в інтернет-журналі Reaktor
46. «Білий джентльмен» (2016) — у газеті Lääne Elu та онлайн-журналі Reaktor, з Й. Й. Метсаваною
47. «Метелики з темряви» (2016) — у газеті Lääne Elu та онлайн-журналі Reaktor
48. «Таємниця прусського прокляття тартуського купця» (2016) — в інтернет-журналі Reaktor
49. «Подорож до Рідамусена» (2017) — у газеті Lääne Elu
50. «Як літав казковий орк» (2017) — в інтернет-журналі Reaktor
51. «У нашому селі диво бачили» (2017) — у добірці «Зоряний вік 17: Врятуй нас від зла»
52. «Кінець безшлюбності» (2017) — у добірці «Зоряний вік 17: Врятуй нас від зла»
53. «Подорож у майбутнє» (2018) — в інтернет-журналі Reaktor
54. «Їхній шлях серед гномів» (2018) — в онлайн-журналі Reaktor
55. «Подарунок доньки короля» (2018) — в антології «Нижня нога»
56. «Зірки, повні смерті» (2019) — в онлайн-журналі Reaktor
57. «Не відчиняйте труни» (2019) — в онлайн-журналі Reaktor
58. «Виписки з сумки» (2019) — в онлайн-журналі Reaktor

### Збірки оповідань
1. «Євромант» — Fantaasia 2011 (містить 17 оповідань, які, за словами автора, дають наскрізну картину його творчого шляху на сьогоднішній день)
2. «Таємничий цар» — Fantaasia 2012 (містить 13 оповідань, 6 з них написані Маніаккіде Тенавом)
3. «Таємничий цар 2: Казки фіктивної долини» — Fantaasia 2015 (містить 8 історій, 7 із яких написані або написані у співавторстві Маніаккіде Тенава)
4. «Таємничий цар 5: Гра дронів» — Fantaasia 2019 (містить 5 історій, 4 з яких є короткими романами, а співавтором однієї з них є Маніаккіде Тенавом).

### Романи
1. «Мої вікна зроблені з дерева, а стіни просвічуються» — Fantaasia, 2003 (роман про нежить і некромантію в естонському контексті; був відзначений на конкурсі романів 2000 року)
2. «Волосся смерті» — Varrak, 2009 (належить до авторської серії «Сила»)
3. «Безпілотні люди» — Fantaasia, 2013 (роман про кіберпанк, дія якого відбувається в майбутній Естонії. Молодий чоловік оцифрував розум коханої і робить все, щоб повернути кохану в органічне тіло)
4. «Володар щастя і нещастя» — Fantaasia, 2013 (належить до авторської серії «Сила»)
5. «Таємничий цар 3: Земля, виміряна ланцюговим мечем» (2015), Fantaasia, з Й. Й. Метсаваною
6. «Таємничий цар 4: Коли помирали дурні» (2016), Fantaasia, з Й. Й. Метсаваною
7. «Перший закон Ньютона» — Lummur, 2019 (На зорі науки і техніки шторм несе в небо вільної Землі побитий дирижабль).
8. «Довга тінь космосу» — Lummur, 2019 з Йоелем Янсом (Історія небезпечного та повного пригод життя капітана шахтарського корабля Калле Москара. Хижі корпорації, інопланетяни, нові технології та їхні небезпеки та космічні катаклізми).
9. «Корабельні охоронці» — Lummur, 2021 (Ізгої, космічні пірати та ворожі прибульці, які переселилися на темні окраїни Сонячної системи, загрожують війнами та процвітаючому майбутньому суспільству людей, які забули війну).
10. «Viivuranna online» — Heli Kirjastus, 2021
11. «Стародавній король» — Lummur, 2022 (Дія фантастичного роману розгортається в стародавній Естонії, де молодий староста приходу Хюйп бореться з несправедливістю, заподіяною йому в минулому, борючись зі школярами, відьмами, ворожими полководцями та своєю сестрою).

## Нагороди
- 2012 Stalker (повість «Євромант»)
- 2013 Stalker (роман «До шиї», з Й. Й. Метсаваною)
- 2014 Stalker (роман «Безпілотники»)
- 2015 Stalker (новела «Цей світ мій!»)
- 2016 Stalker (роман «Таємничий цар 3: Земля, виміряна ланцюговим мечем», з Й. Й. Метсаваною)
- 2021 Stalker (повість «Крізь біль і біду»)
- 2021 Stalker (роман «Корабельні охоронці»)